# Montes di Venere
Segue una lista dei montes presenti sulla superficie di Venere. La nomenclatura di Venere è regolata dall'Unione Astronomica Internazionale; la lista contiene solo formazioni esogeologiche ufficialmente riconosciute da tale istituzione.
I montes di Venere portano il nome di divinità femminili di varie culture. Fanno eccezione i Maxwell Montes, dedicati ad un fisico.
Inoltre, si contano 6 montes inizialmente battezzati dall'IAU e la cui denominazione è stata poi abrogata.

## Prospetto
| Mons               | Eponimo | Latitudine | Longitudine | Diametro |
| ------------------ | --- | ---------- | ----------- | -------- |
| Abeona Mons        | Abeona - Dea delle partenze nella mitologia romana.                                                               | 44,8° S    | 273,1° E    | 375 km   |
| Akna Montes        | Akna - Dea delle nascite nella mitologia maya.                                                                    | 68,9° N    | 318,2° E    | 830 km   |
| Aleksota Mons      | Aleksota - Dea dell'amore nella mitologia lituana.                                                                | 9° S       | 308,5° E    | 250 km   |
| Anala Mons         | Anala - Dea della fertilità nella mitologia hindu. Precedentemente classificato come corona.                      | 11° N      | 14,1° E     | 525 km   |
| Api Mons           | Api - Dea della Terra nella mitologia scita.                                                                      | 38,9° N    | 54,7° E     | 190 km   |
| Arasy Mons         | Arasy - Dea della Luna nella mitologia dei Guaraní.                                                               | 40,26° S   | 209,74° E   | 69 km    |
| Atai Mons          | Atai - Dea consorte di Abassi nella mitologia degli Efik.                                                         | 22° S      | 291° E      | 250 km   |
| Atanua Mons        | Atanua - Dea dell'alba nella mitologia polinesiana delle Isole Marchesi.                                          | 9,5° N     | 308,9° E    | 1000 km  |
| Atira Mons         | Atira - Dea consorte di Tirawa nella mitologia dei Pawnee.                                                        | 52,2° N    | 267,6° E    | 152 km   |
| Atsyrkhus Mons     | Atsyrkhus - Dea figlia di Khur nella mitologia degli Osseti.                                                      | 78,5° S    | 227° E      | 170 km   |
| Awenhai Mons       | Awenhai - Dea della fertilità nella mitologia mohawk e irochese.                                                  | 60° S      | 248° E      | 100 km   |
| Bagbartu Mons      | Bagbartu - Dea della mitologia uarartea.                                                                          | 65,5° N    | 279° E      | 600 km   |
| Bécuma Mons        | Bécuma - Dea dell'alba nella mitologia celtica.                                                                   | 34° N      | 21,9° E     | 0 km     |
| Bunzi Mons         | Bunzi - Dea dell'arcobaleno nella mitologia woyo.                                                                 | 45,8° N    | 354,9° E    | 36 km    |
| Chloris Mons       | Clori - Dea dei fiori nella mitologia greca.                                                                      | 45,4° S    | 294,6° E    | 180 km   |
| Chuginadak Mons    | Chuginadak - Dea dei vulcani nella mitologia aleutina.                                                            | 38° S      | 246° E      | 450 km   |
| Cipactli Mons      | Cipactli - Mostro delle acque, in parte coccodrillo ed in parte pesce, nella mitologia azteca.                    | 31,5° S    | 332,5° E    | 200 km   |
| Ciuacoatl Mons     | Ciuacoatl - Dea della Terra nella mitologia azteca. Precedentemente classificato come corona.                     | 53° N      | 150,9° E    | 100 km   |
| Copacati Mons      | Copacati - Dea dei laghi nella mitologia inca.                                                                    | 34,8° N    | 276,8° E    | 80 km    |
| Danu Montes        | Danu - Dea primordiale nella mitologia irlandese.                                                                 | 58,5° N    | 334° E      | 808 km   |
| Dzalarhons Mons    | Dzalarhons - Dea dei vulcani nella mitologia haida.                                                               | 0,5° N     | 34° E       | 120 km   |
| Egle Mons          | Egle - Dea degli abissi nella mitologia lituana.                                                                  | 59° S      | 134° E      | 110 km   |
| Eostre Mons        | Eostre - Dea della primavera nella mitologia germanica.                                                           | 45,1° N    | 329,1° E    | 26 km    |
| Erzulie Mons       | Erzulie - Dea dell'amore nella mitologia vudù.                                                                    | 68° S      | 8° E        | 300 km   |
| Fand Mons          | Fand - Dea della salute e del piacere nella mitologia celtica.                                                    | 7° N       | 158° E      | 300 km   |
| Faravari Mons      | Faravari - Dea delle acque nella mitologia malgascia.                                                             | 43,5° S    | 309° E      | 500 km   |
| Firtos Mons        | Firtos - Dea minore della mitologia ungherese, regina delle fate.                                                 | 47,35° S   | 220,09° E   | 143 km   |
| Freyja Montes      | Freia - Madre di Odino nella mitologia norrena.                                                                   | 74,1° N    | 333,8° E    | 579 km   |
| Gauri Mons         | Gauri - Dea delle montagne nella mitologia hindu.                                                                 | 20,2° S    | 102,2° E    | 75 km    |
| Gula Mons          | Gula - Dea madre nella mitologia babilonese.                                                                      | 21,9° N    | 359,1° E    | 276 km   |
| Gurshi Mons        | Gurshi - Divinità della pesca nella mitologia dei Buriati.                                                        | 47,5° S    | 58,5° E     | 210 km   |
| Gwen Mons          | Gwen - Dea della felicità e del sorriso nella mitologia irlandese.                                                | 21,4° S    | 238,7° E    | 200 km   |
| Hallgerda Mons     | Hallgerda - Dea della vanità nella mitologia islandese.                                                           | 53,1° N    | 198,3° E    | 57 km    |
| Hathor Mons        | Hathor - Dea madre universale nella mitologia egizia.                                                             | 38,7° S    | 324,7° E    | 333 km   |
| Idunn Mons         | Iðunn - Dea della fecondità nella mitologia norrena.                                                              | 46,5° S    | 214,5° E    | 250 km   |
| Ilithyia Mons      | Ilizia - Dea delle nascite nella mitologia greca.                                                                 | 13,5° S    | 315,5° E    | 90 km    |
| Innini Mons        | Innini - Dea madre nella mitologia babilonese.                                                                    | 34,6° S    | 328,5° E    | 339 km   |
| Irnini Mons        | Irnini - Dea della Foresta dei Cedri nella mitologia mesopotamica.                                                | 14,6° N    | 16° E       | 525 km   |
| Iseghey Mons       | Iseghey - Dea dei bovini nella mitologia degli Jakuti.                                                            | 9° N       | 171° E      | 500 km   |
| Ixtab Mons         | Ixtab - Dea della morte nella mitologia maya.                                                                     | 15,7° N    | 242,2° E    | 80 km    |
| Jael Mons          | Jaël - Signora dell'alba nella mitologia ebraica.                                                                 | 51,2° N    | 120,8° E    | 36 km    |
| Kali Mons          | Kālī - Dea portatrice della morte nella mitologia hindu.                                                          | 9,4° N     | 29,2° E     | 325 km   |
| Katl-Imi Mons      | Katl-Imi - Dea del sole nella mitologia degli Ostiachi.                                                           | 69° S      | 126° E      | 120 km   |
| Kokyanwuti Mons    | Kokyanwuti - Dea della terra con le sembianze di donna-ragno nella mitologia degli Hopi.                          | 35,5° N    | 212° E      | 400 km   |
| Kono Mons          | Kono - Dea degli uccelli selvaggi nella mitologia dei Senufo.                                                     | 19,5° N    | 268° E      | 350 km   |
| Kshumay Mons       | Kshumay - Dea della vegetazione nel Nurestan.                                                                     | 54,9° S    | 58° E       | 250 km   |
| Kunapipi Mons      | Kunapipi - Dea della Terra madre nella mitologia aborigena australiana. Precedentemente classificato come corona. | 33,9° S    | 86° E       | 220 km   |
| Kurukulla Mons     | Kurukulle - Dea della salute nella mitologia hindu.                                                               | 48,7° N    | 103° E      | 59 km    |
| Lahar Mons         | Lahar - Dea del bestiame nella mitologia mesopotamica.                                                            | 14° N      | 162° E      | 225 km   |
| Laka Mons          | Laka - Dea delle aree incolte nella mitologia hawaiiana.                                                          | 79,9° N    | 262° E      | 220 km   |
| Lamashtu Mons      | Lamaštu - Dea malvagia nella mitologia sumera.                                                                    | 2,8° N     | 172,7° E    | 260 km   |
| Lanig Mons         | Lanig - Dea creatrice nella mitologia dei Semang.                                                                 | 68,5° S    | 91° E       | 400 km   |
| Loo-Wit Mons       | Loo-Wit - Dea dei vulcani nella mitologia dei Multnomah e dei Klikitat.                                           | 59,5° S    | 56° E       | 150 km   |
| Maat Mons          | Maat - Dea dell'ordine cosmico nella mitologia egizia.                                                            | 0,5° N     | 194,6° E    | 395 km   |
| Maxwell Montes     | James Clerk Maxwell - Fisico scozzese (1831-1879).                                                                | 65,2° N    | 3,3° E      | 797 km   |
| Mbokomu Mons       | Mbokomu - Dea ancestrale nella mitologia degli Ngombe.                                                            | 15,1° S    | 215,2° E    | 460 km   |
| Melia Mons         | Melia - Ninfa della mitologia greca.                                                                              | 62,8° N    | 119,3° E    | 311 km   |
| Mem Loimis Mons    | Mem Loimis - Dea nella mitologia dei Wintun.                                                                      | 9,5° N     | 209° E      | 300 km   |
| Mertseger Mons     | Mertseger - Dea della necropli di Tebe nella mitologia egizia.                                                    | 38,1° S    | 270,3° E    | 450 km   |
| Metis Mons         | Meti - Titanide della mitologia greca.                                                                            | 71° N      | 253° E      | 920 km   |
| Mielikki Mons      | Mielikki - Dea delle foreste nella mitologia finnica.                                                             | 27,8° S    | 280,5° E    | 450 km   |
| Milda Mons         | Milda - Dea dell'amore nella mitologia lituana.                                                                   | 52,5° N    | 159,4° E    | 48 km    |
| Mokosha Mons       | Mokosha - Dea suprema nella mitologia dei popoli slavi orientali.                                                 | 57,7° N    | 255° E      | 270 km   |
| Muhongo Mons       | Muhongo - Dea ancestrale nella mitologia degli Ambundu.                                                           | 10,6° N    | 174,5° E    | 175 km   |
| Muta Mons          | Tacita Muta - Ninfa del silenzio nella mitologia romana.                                                          | 55,5° N    | 358,3° E    | 54 km    |
| Nahas-tsan Mons    | Nahas-tsan - Dea della Terra Madre nella mitologia dei Navajo.                                                    | 14° N      | 205° E      | 500 km   |
| Nayunuwi Montes    | Nayunuwi - Mostro pietroso nella mitologia dei Cherokee.                                                          | 2° N       | 83° E       | 900 km   |
| Nazit Mons         | Nazit - Dea con le sembianze di serpente alato nella mitologia egizia.                                            | 22,5° N    | 240° E      | 350 km   |
| Ne Ngam Mons       | Ne Ngam - Dea creatrice nella mitologia dei Lao.                                                                  | 43° S      | 257,5° E    | 200 km   |
| Nepthys Mons       | Nefti - Dea dell'oltretomba e del parto nella mitologia egizia.                                                   | 33° S      | 317,5° E    | 350 km   |
| Nijole Mons        | Nijolė - Dea dell'oltretomba nella mitologia lituana.                                                             | 45° N      | 185° E      | 150 km   |
| Ninisinna Mons     | Ninisinna - Dea della salute nella mitologia mesopotamica.                                                        | 25,7° N    | 197,5° E    | 110 km   |
| Nokomis Montes     | Nokomis - Dea della Terra Madre nella mitologia degli algonchini.                                                 | 20° N      | 189° E      | 486 km   |
| Nyx Mons           | Notte - Dea della notte nella mitologia greca.                                                                    | 30° N      | 48,5° E     | 875 km   |
| Ongwuti Mons       | Ongwuti - Divinatrice con corpo di sale nella mitologia degli Hopi.                                               | 2° S       | 194,5° E    | 500 km   |
| Ozza Mons          | Al-'Uzzā - Dea della bellezza nella mitologia preislamica.                                                        | 4,5° N     | 201° E      | 507 km   |
| Pahto Mons         | Pahto - Dea delle montagne nella mitologia degli Yakima e dei Klickitat.                                          | 64,5° S    | 114,5° E    | 300 km   |
| Polik-mana Mons    | Polik-mana - Ragazza dal corpo di farfalla nella mitologia degli Hopi.                                            | 24,5° N    | 264° E      | 600 km   |
| Ptesanwi Mons      | Ptesanwi - Donna dalle fattezze di buffalo bianco nella mitologia dei Lakota.                                     | 2,8° N     | 45,4° E     | 200 km   |
| Rakapila Mons      | Rakapila - Dea degli alberi nella mitologia dei Malgasci.                                                         | 43,7° S    | 321,5° E    | 130 km   |
| Renpet Mons        | Renpet - Dea della primavera e della gioventù nella mitologia egizia.                                             | 76° N      | 236,2° E    | 138 km   |
| Rhea Mons          | Rea - Titanide della mitologia greca.                                                                             | 32,4° N    | 282,2° E    | 217 km   |
| Rhpisunt Mons      | Rhpisunt - Dea madre con le sembianza di orsa nella mitologia degli Haida.                                        | 2,5° N     | 301,5° E    | 250 km   |
| Sakwap-mana Mons   | Sakwap-mana - Ragazza del grano blu nella mitologia degli Hopi.                                                   | 35° N      | 219,5° E    | 500 km   |
| Samodiva Mons      | Samodiva - Divinità alata delle acque nella mitologia bulgara.                                                    | 13,6° N    | 291° E      | 200 km   |
| Sapas Mons         | Sapas - Dea dei viaggi e del commercio nella mitologia fenicia.                                                   | 8,5° N     | 188,3° E    | 217 km   |
| Sarasvati Mons     | Sarasvati - Dea della fertilità nella mitologia hindu.                                                            | 75,7° N    | 354,5° E    | 200 km   |
| Sekmet Mons        | Sekhmet - Dea della guerra nella mitologia egizia.                                                                | 44,5° N    | 240,5° E    | 285 km   |
| Sephira Mons       | Sephira - Dea dell'intelligenza e creatività nella mitologia ispanica.                                            | 43° S      | 28° E       | 275 km   |
| Shala Mons         | Shala - Dea della tempesta nella mitologia fenicia.                                                               | 39,4° N    | 208° E      | 90 km    |
| Siduri Mons        | Siduri - Dea del vino e della saggezza nella mitologia babilonese.                                                | 42,3° S    | 297,3° E    | 105 km   |
| Sif Mons           | Sif - Dea moglie di Thor nella mitologia norrena.                                                                 | 22° N      | 352,4° E    | 200 km   |
| Skadi Mons         | Skaði - Dea delle montagne nella mitologia norrena.                                                               | 64° N      | 4° E        | 40 km    |
| Somagalags Montes  | Somagalags - Dea madre nella mitologia dei Bella Coola.                                                           | 9,3° N     | 348,5° E    | 105 km   |
| Spandarmat Mons    | Spandarmat - Dea madre nella mitologia iraniana.                                                                  | 16,5° S    | 255° E      | 400 km   |
| Talakin Mons       | Talakin - Dea nella mitologia dei Navajo.                                                                         | 11° S      | 355,4° E    | 175 km   |
| Tefnut Mons        | Tefnut - Dea dell'umidità e della pioggia nella mitologia egizia.                                                 | 38,6° S    | 304° E      | 182 km   |
| Tepev Mons         | Tepev - Dea madre nella mitologia dei Maya Quiché.                                                                | 29° N      | 44,3° E     | 301 km   |
| Thallo Mons        | Tallo - Dea della fioritura primaverile nella mitologia greca.                                                    | 76° N      | 233,5° E    | 216 km   |
| Theia Mons         | Teia - Titanide della mitologia greca.                                                                            | 22,7° N    | 281° E      | 226 km   |
| Toma Mons          | Toma - Dea dell'intelligenza e della creatività nella mitologia tibetana.                                         | 12,9° S    | 232° E      | 80 km    |
| Ts'an Nu Mons      | Cángū - Signora dei bachi da seta nella mitologia cinese.                                                         | 27,2° S    | 272,9° E    | 310 km   |
| Tuli Mons          | Tuli - Dea della creazione nella mitologia samoana.                                                               | 13,3° N    | 314,6° E    | 750 km   |
| Tuulikki Mons      | Tuulikki - Dea del legno nella mitologia finlandese.                                                              | 10,3° N    | 274,7° E    | 520 km   |
| Tuzandi Mons       | Tuzandi - Dea ancestrale nella mitologia dei De'ang.                                                              | 42,5° S    | 41,5° E     | 200 km   |
| Ua-ogrere Mons     | Ua-ogrere - Dea ancestrale nella mitologia dei Kivai.                                                             | 40,5° N    | 117° E      | 200 km   |
| Uretsete Mons      | Uretsete - Dea ancestrale nella mitologia del Pueblo Keres.                                                       | 12° S      | 261° E      | 500 km   |
| Ushas Mons         | Ushas - Dea dell'alba nella mitologia hindu.                                                                      | 24,3° S    | 324,6° E    | 413 km   |
| Uti Hiata Mons     | Uti Hiata - Dea del grano nella mitologia dei Pawnee.                                                             | 16° N      | 69° E       | 500 km   |
| Var Mons           | Vár - Dea dei patti d'amore nella mitologia norrena.                                                              | 1,2° N     | 316,2° E    | 1000 km  |
| Venilia Mons       | Venilia - Ninfa del mare nella mitologia romana.                                                                  | 32,7° N    | 238,8° E    | 320 km   |
| Vostrukha Mons     | Vostrukha - Divinità della casa nella mitologia bielorussa.                                                       | 6,3° S     | 299,4° E    | 180 km   |
| Waka Mons          | Waka - Dea con le sembianze di lucertola nella mitologia polinesiana.                                             | 26,3° N    | 207,7° E    | 60 km    |
| Wyrd Mons          | Wyrd - Divinità della tessitura nella mitologia anglosassone.                                                     | 14° N      | 247,2° E    | 150 km   |
| Xochiquetzal Mons  | Xochiquetzal - Dea dei fiori e della fertilità nella mitologia azteca.                                            | 3,5° N     | 270° E      | 80 km    |
| Xtoh Mons          | Xtoh - Dea del tempo e della pioggia nella mitologia dei Maya Quiché.                                             | 39,7° N    | 194,2° E    | 110 km   |
| Yolkai-Estsan Mons | Yolkai-Estsan - Divinità nella mitologia dei Navajo.                                                              | 17° N      | 194° E      | 600 km   |
| Yunya-mana Mons    | Yunya-mana - Signora dei fichi d'India nella mitologia degli Hopi.                                                | 18° S      | 285° E      | 500 km   |
| Zaltu Mons         | Zaltu - Dea nella mitologia assirobabilonese.                                                                     | 18° N      | 163,5° E    | 220 km   |

## Nomenclatura abolita
| Mons           | Eponimo                                                                               | Latitudine | Longitudine | Diametro | Motivazione                   |
| -------------- | ------------------------------------------------------------------------------------- | ---------- | ----------- | -------- | ----------------------------- |
| Cotis Mons     | Cotis - Dea madre nella mitologia dei Traci.                                          | 44,1° N    | 233,1° E    | 62 km    | Riclassificato come tholus.   |
| Furki Mons     | Furki - Dea sposa di Sela, dio del tuono, nella mitologia dei Ceceni e Ingusci.       | 35,9° N    | 236,4° E    | 79 km    | Riclassificato come tholus.   |
| Ludjatako Mons | Ludjatako - Divinità con le sembianze di tartaruga gigante nella mitologia dei Creek. | 12° S      | 251° E      | 500 km   | Riclassificato come corona.   |
| Mentha Mons    | Mentha - Dea personificazione delle mente umana nella mitologia romana.               | 43° N      | 237,3° E    | 79 km    | Riclassificato come tholus.   |
| Niola Mons     | Nijolė - Dea dell'oltretomba nella mitologia lituana.                                 | 45° N      | 185° E      | 150 km   | Nome corretto in Nijole Mons. |
| Seshat Mons    | Seshat - Dea della sapienza e della scrittura nella mitologia egizia.                 | 26,3° N    | 33,2° E     | 62 km    | n.d.                          |